# Temporada 1967-68 de los Philadelphia 76ers
La temporada 1967-68 fue la decimonovena de los Philadelphia 76ers en la NBA, y la quinta en Filadelfia, Pensilvania, tras haber jugado hasta entonces en Syracuse bajo el nombre de Syracuse Nationals. La temporada regular acabó con 62 victorias y 20 derrotas, ocupando el primer puesto de la división Este, clasificándose para los playoffs en los que cayeron ante los Boston Celtics en las Finales de División.

## Elecciones en elDraft
| Ronda | Puesto | Jugador         | Posición | Nacionalidad   | Universidad          |
| ----- | ------ | --------------- | -------- | -------------- | -------------------- |
| 1     | 12     | Craig Raymond   | Pívot    | Estados Unidos | BYU                  |
| 5     | 53     | Jim Reid        | Alero    | Estados Unidos | Winston-Salem State  |
| 7     | 77     | Frank Card      | Alero    | Estados Unidos | South Carolina State |
| 9     | 100    | Ron Filipek     | Alero    | Estados Unidos | Tennessee Tech       |
| 14    | 145    | Wayne Brabender | Alero    | Estados Unidos | Minnesota Morris*    |

## Temporada regular
| División Este        | División Este | División Este | División Este | División Este | División Este | División Este | División Este | División Este |
| Equipo               | G             | P             | %             | PD            | Casa          | Fuera         | Neutral       | Div           |
| -------------------- | ------------- | ------------- | ------------- | ------------- | ------------- | ------------- | ------------- | ------------- |
| x-Philadelphia 76ers | 62            | 20            | .756          | –             | 27–8          | 26–12         | 9–0           | 29–11         |
| x-Boston Celtics     | 54            | 28            | .659          | 8             | 28–9          | 21–16         | 5–3           | 24–16         |
| x-New York Knicks    | 43            | 39            | .524          | 19            | 20–17         | 21–16         | 2–6           | 19–21         |
| x-Detroit Pistons    | 40            | 42            | .488          | 22            | 21–11         | 12–23         | 7–8           | 15–25         |
| Cincinnati Royals    | 39            | 43            | .476          | 23            | 18–12         | 13–23         | 8–8           | 18–22         |
| Baltimore Bullets    | 36            | 46            | .439          | 26            | 17–19         | 12–23         | 7–4           | 15–25         |

## Playoffs

### Semifinales de División
Philadelphia 76ers vs. New York Knicks 
| Fecha       | Partido                                     | Ciudad     |
| ----------- | ------------------------------------------- | ---------- |
| 22 de marzo | Philadelphia 76ers 118, New York Knicks 110 | Filadelfia |
| 23 de marzo | New York Knicks 128, Philadelphia 76ers 117 | Nueva York |
| 27 de marzo | Philadelphia 76ers 138, New York Knicks 132 | Filadelfia |
| 30 de marzo | New York Knicks 107, Philadelphia 76ers 98  | Nueva York |
| 31 de marzo | Philadelphia 76ers 123, New York Knicks 105 | Filadelfia |
| 1 de abril  | New York Knicks 97, Philadelphia 76ers 113  | Nueva York |
|             | Philadelphia 76ers gana las series 4-2      |            |

### Finales de División
Boston Celtics vs. Philadelphia 76ers 
| Fecha       | Partido                                    | Ciudad     |
| ----------- | ------------------------------------------ | ---------- |
| 5 de abril  | Philadelphia 76ers 118, Boston Celtics 127 | Filadelfia |
| 10 de abril | Boston Celtics 106, Philadelphia 76ers 115 | Boston     |
| 11 de abril | Philadelphia 76ers 122, Boston Celtics 114 | Filadelfia |
| 14 de abril | Boston Celtics 105, Philadelphia 76ers 110 | Boston     |
| 15 de abril | Philadelphia 76ers 104, Boston Celtics 122 | Filadelfia |
| 17 de abril | Boston Celtics 114, Philadelphia 76ers 106 | Boston     |
| 19 de abril | Philadelphia 76ers 96, Boston Celtics 100  | Filadelfia |
|             | Boston Celtics gana las series 4-3         |            |

## Estadísticas
| Rk | Jugador          | Edad | P  | PT | MP   | TC   | TCI  | %TC  | TL  | TLI  | %TL  | RB   | AS  | FP  | PTS  |
| 1  | Wilt Chamberlain | 31   | 82 |    | 46.8 | 10.0 | 16.8 | .595 | 4.3 | 11.4 | .380 | 23.8 | 8.6 | 2.0 | 24.3 |
| 2  | Hal Greer        | 31   | 82 |    | 39.8 | 9.5  | 19.8 | .478 | 5.1 | 6.7  | .769 | 5.4  | 4.5 | 3.5 | 24.1 |
| 3  | Chet Walker      | 27   | 82 |    | 32.0 | 6.6  | 14.3 | .460 | 4.7 | 6.5  | .726 | 7.4  | 1.9 | 3.1 | 17.9 |
| 4  | Luke Jackson     | 26   | 82 |    | 31.3 | 4.9  | 11.3 | .433 | 2.0 | 2.8  | .719 | 10.6 | 1.7 | 3.5 | 11.8 |
| 5  | Billy Cunningham | 24   | 74 |    | 28.1 | 7.0  | 15.9 | .438 | 5.0 | 6.9  | .723 | 7.6  | 2.5 | 3.5 | 18.9 |
| 6  | Wali Jones       | 25   | 77 |    | 26.7 | 5.4  | 13.5 | .397 | 2.1 | 2.6  | .787 | 2.8  | 3.2 | 2.9 | 12.8 |
| 7  | Matt Guokas      | 23   | 82 |    | 19.7 | 2.3  | 4.8  | .483 | 1.4 | 1.9  | .776 | 2.3  | 2.3 | 2.1 | 6.1  |
| 8  | Larry Costello   | 36   | 28 |    | 17.6 | 2.4  | 5.3  | .453 | 2.4 | 2.9  | .827 | 1.8  | 2.4 | 2.2 | 7.2  |
| 9  | Bill Melchionni  | 23   | 71 |    | 10.7 | 2.1  | 4.7  | .435 | 0.5 | 0.7  | .702 | 1.5  | 1.5 | 1.1 | 4.6  |
| 10 | Johnny Green     | 34   | 35 |    | 10.5 | 2.0  | 4.3  | .460 | 1.1 | 2.4  | .470 | 3.5  | 0.6 | 1.5 | 5.1  |
| 11 | Jim Reid         | 22   | 6  |    | 8.7  | 1.7  | 3.3  | .500 | 0.2 | 0.8  | .200 | 1.8  | 0.5 | 1.0 | 3.5  |
| 12 | Ron Filipek      | 23   | 19 |    | 3.8  | 0.9  | 2.5  | .383 | 0.4 | 0.7  | .500 | 1.3  | 0.4 | 0.6 | 2.3  |

## Galardones y récords
| Jugador          | Galardón                                                        |
| Wilt Chamberlain | MVP de la Temporada de la NBA Mejor quinteto de la NBA All-Star |
| Hal Greer        | 2º Mejor quinteto de la NBA All-Star                            |